# 에이미 차일즈
에이미 차일즈(Amy Childs, 1990년 6월 7일 ~ )는 잉글랜드의 배우, 모델, 패션 디자이너이다. ITV2사의 리얼리티 프로그램 《The Only Way Is Essex》의 시즌 1, 2에 출연하면서 인지도를 알렸다.